# Bill Gaither (Gospelsänger)

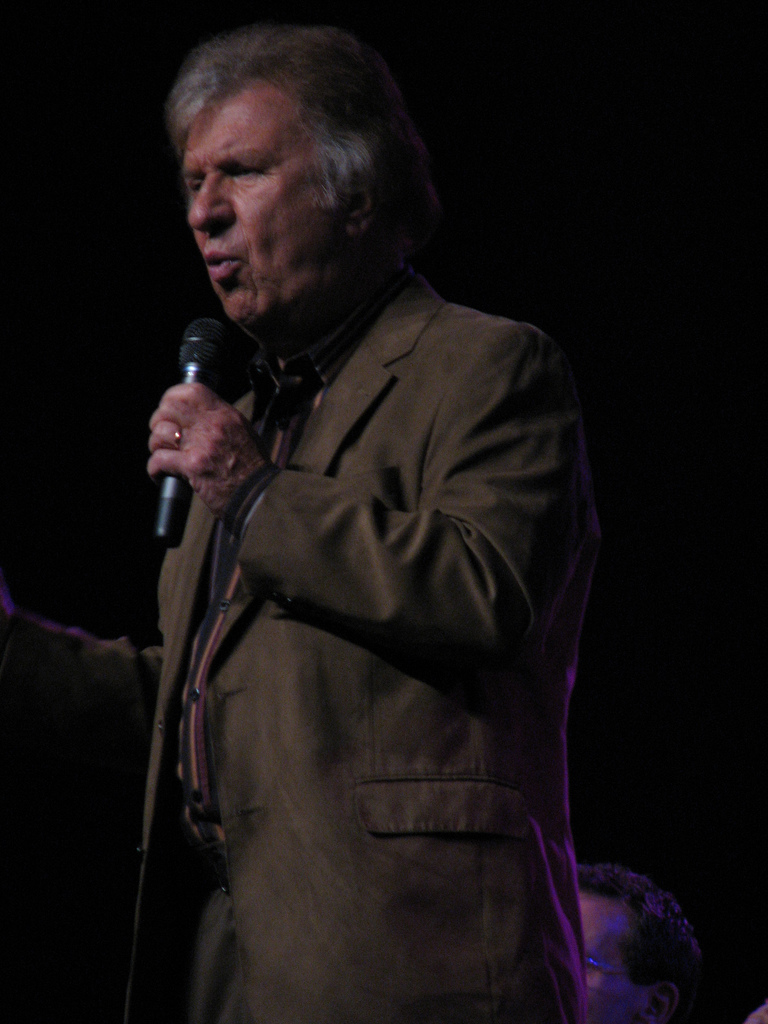
Bill Gaither (2011)

William J. „Bill“ Gaither (* 28. März 1936 in Alexandria, Indiana) ist ein US-amerikanischer Sänger einer bestimmten Art christlicher Gospelmusik, in den USA Southern Gospel genannt. Er entwickelte Formate von Konzerten, Musikaufnahmen, Videos, Videoalben, Fernsehsendungen und Kreuzfahrten mit zahlreichen anderen Künstlern unter dem Namen Gaither Homecoming.

## Leben
William J. „Bill“ Gaither wurde 1936 in Alexandria, Indiana, etwa 35 Meilen nordöstlich von Indianapolis als Sohn von George und Lela Gaither geboren. Nach seinem Abschluss am Anderson College im Jahre 1959 arbeitete er als Englischlehrer. 1962 heiratete er Gloria Sickal. Nachdem sie mehrere Jahre versucht hatten, ihre Musikkarriere und ihre Vollzeittätigkeit als Lehrer gleichzeitig zu leben, gab er 1967 seine Anstellung als Lehrer auf und widmete sich Vollzeit seiner Musikkarriere. Das Lied „He Touched Me“ (deutsch „Er berührte mich“), das er 1964 aufgenommen hatte, war sein Durchbruch als Musiker. Zunächst schrieb er mit seiner Frau Lieder über Themen, die sie in ihrem geistlichen Leben bewegten. Viele der Lieder, die seitdem entstanden, wurden in das Repertoire von christlichen Gemeinden auf der ganzen Welt aufgenommen. Auch Elvis Presley interpretierte ihre Songs. Bill Gaither sang ab 1956 nebenberuflich mit seinem Bruder Danny und seiner jüngeren Schwester Mary Ann als Bill Gaither Trio. Später gründete er ein Männerquartett mit dem Namen „Gaither Vocal Band“ und organisierte Konzerte und Videoaufnahmen. Er gründete auch einen Verlag, Aufnahmestudios und eine Pensions- und Krankenkasse für Musiker.
Gaither Homecoming (engl. für Heimkehr oder Treffen) ist der Name einer Videoserie. Die Musikaufzeichnungen und Konzerte werden in der Regel durch Gaither präsentiert. Es gibt mehr als 80 DVDs von Musikaufzeichnungen und jährlichen Konzertreisen, die beispielsweise 2004 mehr als eine halbe Million Anhänger erreichten. Das erste Gaither Homecomingvideo entstand 1991 und war größtenteils improvisiert. Die Gaither Vocal Band hatte einen Audio-Aufzeichnungstag in einem Studio in Nashville, Tennessee. Für das Coverfoto der Musikaufnahme mit einigen älteren Liedern und auch für den Videoclip als Werbeträger im Fernsehen wurden einige ältere Künstler der Southern-Gospel-Szene eingeladen. Nach den Aufnahmen tauschten die Musiker Geschichten aus und sangen miteinander. Ohne dass sie es wussten, wurden diese Geschichten und Lieder aufgezeichnet. Bill Gaither ließ einige Kopien der Aufnahme für die Teilnehmer und seine Freunde machen. Ohne sein Wissen wurde das Video durch einen christlichen Fernsehsender ausgestrahlt und war sofort sehr beliebt. Die Aufzeichnung war so populär, dass Gaither eine Serie von Treffen von Musikern auf Videos plante. Danach wurde er im ganzen Land für größere Versammlungen mit bis zu 200 Evangeliumsmusikern auf dem Podium eingeladen. Diese Konzerte wurden aufgezeichnet und werden inzwischen weltweit verkauft.
Das Format für fast alle DVDs in der Serie sind sich sehr ähnlich. Ein Studio oder Konzertpodium sind das Zuhause für eine Gruppe von vielen Sängern. Die vorderen Reihen kennzeichnen Künstler mit einer „alten“ Laufbahn im Southern Gospel. Sie werden ergänzt durch jüngere Künstler. Die DVDs werden durch Bemerkungen der Künstler aufgelockert, die sich an Stationen ihrer Karriere erinnern. Auch Humor und Witz sind Bestandteile der Serie. In späteren DVDs gedenkt man Künstlern, die in früheren Aufnahmen dabei waren und verstorben sind. Die meisten DVDs haben auch begleitende CDs, die in einer Serie oder getrennt gekauft werden können. Fast alle DVDs kann man auch mit englischem Untertitel anschauen. Das ist eine große Hilfe, da der gesungene Text nicht immer leicht verständlich ist und in den Beiträgen ab und zu in „Southern Slang“ gesprochen wird.
Seit 1996 findet die Konzertserie nicht nur in den großen Arenen der USA statt, sondern auch in Australien, Südafrika und Europa (z. B. Basel, Rotterdam, London, Dublin, Berlin) mit einem Format, das dem der gewöhnlichen Serie ganz ähnlich ist. Die Konzertdaten finden normalerweise am Freitag und Samstag in zwei verschiedenen Städten statt. Die Videoserie wurde auch in eine Serie Fernsehsendungen von zirka einer halben Stunde „repackaged“. Zu sehen sind sie auf religiös-orientierten Fernsehkanälen wie zum Beispiel TBN. In Deutschland und der Schweiz werden sie auf Bibel TV ausgestrahlt.
Die Gaither Homecoming Organisation bietet zweimal jährlich eine Kreuzfahrt an. Die Teilnehmer der Kreuzfahrt erleben die Musiker hautnah und haben die Möglichkeit, mehrmals am Tag Konzerte von einigen oder auch allen Musikern zusammen zu besuchen. Eine Kreuzfahrt führt normalerweise im September nach Alaska, und die andere im Februar in die Karibik. In 2009 wurde zum ersten Mal eine „Homecoming Kreuzfahrt“ aufgezeichnet. Die Alaska-Kreuzfahrt Homecoming ist seit Januar 2011 erhältlich.

## Auszeichnungen

### Auszeichnungen für Musikverkäufe
| Goldene Schallplatte - Kanada - 2002: für das Videoalbum Turn Your Radio on - 2002: für das Videoalbum A Christmas Homecoming - 2002: für das Videoalbum Moments to Remember - 2002: für das Videoalbum Something Beautiful - 2002: für das Videoalbum Sing Your Blues Away - 2002: für das Videoalbum FEELIN’ at Home - 2002: für das Videoalbum Old Friends - 2002: für das Videoalbum Holy Ground - 2002: für das Videoalbum Revival - 2002: für das Videoalbum Joy to the World - 2002: für das Videoalbum All Day Singin’ - Vereinigte Staaten - 1993: für das Videoalbum Reunion: A Gospel Homecoming Celebration - 1993: für das Videoalbum Homecoming Video Album - 2006: für das Videoalbum Best of Mark Lowry and Bill Gaither, Vol. 1 - 2006: für das Videoalbum Best of Mark Lowry and Bill Gaither, Vol. 2 - 2008: für das Videoalbum Get Away Jordan - 2008: für das Videoalbum Bill Gaither Remembers Old Friends - 2008: für das Videoalbum Bill Gaither Remembers Homecoming Heroes - 2008: für das Videoalbum Give it Away | Platin-Schallplatte - Kanada - 2003: für das Videoalbum Joy in the Camp |

| Land/RegionAuszeichnungen für Musikverkäufe (Land/Region, Auszeichnungen, Verkäufe, Quellen) | Gold       | Platin  | Verkäufe | Quellen         |
| -------------------------------------------------------------------------------------------- | ---------- | ------- | -------- | --------------- |
| Kanada (MC)                                                                                  | 11× Gold11 | Platin1 | 65.000   | musiccanada.com |
| Vereinigte Staaten (RIAA)                                                                    | 8× Gold8   | —       | 400.000  | riaa.com        |
| Insgesamt                                                                                    | 19× Gold19 | Platin1 |          |                 |

### Künstlerauszeichnungen (Auswahl)
- 1969 Dove Award: Songwriter of the Year
- 1997: Aufnahme in die Southern Gospel Music Hall of Fame[2]